# Björn Rosén (militär)
Björn Vilhelm Rosén, född 9 september 1943 i Högalids församling i Stockholms stad, är en svensk militär.

## Biografi
Rosén avlade officersexamen vid Krigsskolan 1965 och utnämndes samma år till fänrik vid Göta trängkår. År 1976 befordrades han till major i Intendenturkåren. Han var intendent vid Stockholms kustartilleriförsvar 1977–1979 och detaljchef vid Försvarsstaben 1979–1985, befordrad till överstelöjtnant i Intendenturkåren 1982. Åren 1985–1987 var han chef för Ekonomiavdelningen i Försvarsstaben. År 1987 befordrades han till överste och var chef för Försvarets förvaltningsskola 1987–1991.
Han befordrades 1991 till överste av första graden och var 1991–1994 chef för Logistiksektionen i Försvarsstaben samt från 1994 till 1998 eller 1999 chef för Operativa stödfunktionsavdelningen i Operationsledningen i Högkvarteret.
Björn Rosén invaldes 1991 som ledamot av Kungliga Krigsvetenskapsakademien. År 2010 utträdde han ur akademien.